# Mary Whitmer
Mary Whitmer   (27 d'agost de 1778 - 1856), nascuda Mary Elsa Musselman, va ser filla dels alemanys Jacob i Elizabeth Musselman.
Va emigrar a Pennsilvània a finals del segle xviii, on va conèixer i es va casar amb Peter Whitmer Sr, un granger, també d'origen alemany. Es van traslladar a Waterloo (Nova York, Estats Units d'Amèrica) l'any 1809, i més tard van comprar una granja a Fayette (Nova York). Van tenir vuit fills, Christian Whitmer, Jacob Whitmer, John Whitmer, David Whitmer, Catherine Whitmer Page, Peter Whitmer Jr., Nancy Whitmer i Elizabeth Whitmer Cowdery.
A través del seu fill David, ella i la seva família es van familiaritzar amb Joseph Smith cap al 1828. El 1829, ella cuidava de tres convidats (Joseph Smith, Emma Hale Smith i Oliver Cowdery) a més de la seva nombrosa família mentre es publicava el Llibre de Mormó recent traduït. Va dir que sovint estava sobrecarregada de feina fins al punt que ho sentia com una càrrega. Durant aquest temps, els convidats masculins i els membres de la seva llar parlaven sobre les planxes d'or. Un vespre, quan va anar a munyir les vaques, va dir que un desconegut amb una motxilla li va parlar, li va explicar què passava a casa seva, la va consolar, després va treure un paquet de planxes de la seva motxilla, li va girar les fulles, li va mostrar els gravats, la va exhortar a creure en portar la seva càrrega una mica més, i després va desaparèixer de cop amb les planxes. Whitmer sempre va anomenar el desconegut «germà Nefi».
Whitmer va ser batejada com a membre de l'Església de Jesucrist dels Sants dels Últims Dies per Oliver Cowdery al llac Seneca, el 18 d'abril de 1830.
Va ser excomuniada de l'Església de Jesucrist dels Sants dels Últims Dies amb tota la família Whitmer el 1838, en gran part a causa de la seva consternació pel fracàs de la Kirtland Safety Society, així com per les crítiques personals de Joseph Smith. La família es va traslladar a Richmond (Missouri), el mateix any, i ella hi va morir el gener de 1856, als 77 anys d'edat.